# Tour Down Under 2005
Die 7. Jacob’s Creek Tour Down Under fand vom 18. bis 23. Januar 2005 statt. Das Radrennen wurde in sechs Etappen über eine Distanz von 638 Kilometern ausgetragen.
Die Tour Down Under war, wie traditionsgemäß in den vergangenen Jahren auch, das erste hochkarätige Rennen in der Saison 2005. Es ist Teil der UCI Oceania Tour 2005 und ist in die UCI-Kategorie 2.HC eingestuft.
Das Rennen endete mit einem Kriterium auf dem Adelaide City Council Circuit.

## Etappen
| Etappe    | Tag        | Start – Ziel                  | km  | Etappensieger            |
| --------- | ---------- | ----------------------------- | --- | ------------------------ |
| 1. Etappe | 18. Januar | Adelaide                      | 50  | Robbie McEwen            |
| 2. Etappe | 19. Januar | Salisbury – Tanunda           | 150 | Robbie McEwen            |
| 3. Etappe | 20. Januar | Glenelg – Victor Harbor       | 139 | Luis León Sánchez Gil    |
| 4. Etappe | 21. Januar | Unley – Hahndorf              | 152 | Matthew White            |
| 5. Etappe | 22. Januar | Willunga – Willunga           | 147 | Alberto Contador Velasco |
| 6. Etappe | 23. Januar | Adelaide City Council Circuit | 81  | Robbie McEwen            |